# Karussellapparatur
Die Karussellapparatur ist eine Apparatur für die Durchführung photochemischer Messungen. Mittig – also im Zentrum – befindet sich eine Lichtquelle. Diese ist umgeben von einem drehbaren Kranz von in dem sich eine Anzahl Küvetten befindet. Zwischen dem Strahler und dem Kranz können ggf. Filter (Lösungen oder Glasfilter) eingebaut sein, damit nur monochromatisches Licht auf die Küvetten trifft. Die einzelnen Küvetten enthalten
- Reaktionsgemische oder

- Aktinometerlösungen.[1]

Deren Konzentration ist hoch, damit während der gesamten Bestrahlungszeit die Extinktion nicht unter 1 sinkt, d. h. während der gesamten Bestrahlungszeit das einfallende Licht praktisch total absorbiert wird. Der Kranz mit den Küvetten wird während der Bestrahlung gedreht, eventuelle Intensitätsunterschiede in den verschiedenen Raumrichtungen werden so ausgeglichen. Nach der Beendigung des photochemischen Experiments wird der Umsatz in jeder Küvette bestimmt. Aus dem Umsatz der Aktinometerlösungen wird die Strahlungsmenge berechnet. So ermittelt man in einem Arbeitsgang die Quantenausbeuten einer Reihe von Photoreaktionen.
Die Karussellapparatur ist besonders für Serienmessungen bei einer Wellenlänge geeignet.